# Unia (album)
Unia (2007) is het vijfde album van de Finse powermetalband Sonata Arctica. De naam van het album, Unia, betekent 'dromen' in het Fins. De muziek van de band is op dit album anders dan op anderen: meer volume en zang. Vergelijkbaar met het album Reckoning Night, maar nu is de oude Sonata Arctica iets meer terug te zien, je herkent Tony Kakko (zang) weer helemaal terug in het nummer 'Good Enough Is Good Enough'. Het album heeft 12 nummers, de Japanse versie heeft er 16 (één nieuw nummer, een van de eerder verschenen single 'Paid In Full' en de instrumentale versie van 'My Dream's But A Drop Of Fuel For A Nightmare').

## Tracklist
1. In Black and White - 5:03
2. Paid in Full - 4:24
3. For the Sake of Revenge - 3:23
4. It Won't Fade - 5:58
5. Under Your Tree - 5:14
6. Caleb - 6:16
7. The Vice - 4:08
8. My Dream's but a Drop of Fuel for a Nightmare - 6:13
9. The Harvest - 4:18
10. The Worlds Forgotten, the Words Forbidden - 2:57
11. Fly with the Black Swan - 5:08
12. Good Enough is Good Enough - 5:32